# Chamifu, Santiam
Chamifu /ime koje su im dali Luckiamute,/ jedna od bandi Santiam Indijanaca, porodica Kalapooian, za koje je poznato da su obitavali na rijeci Yamhill, pritoci Willamette u Oregonu. Ne smiju se brkati s istoimenom skupinom koja je pripadala u Yamele.